# Bernd Theilen
Bernd Theilen (né le 20 janvier 1945 à Jever) est un homme politique allemand (SPD). De 1974 à 1994, il est membre du Landtag de Basse-Saxe et de 1994 à 2003 président du district de Weser-Ems (de).

## Biographie
Diplômé du lycée Marie de Jever en 1964, Bernd Theilen commence à travailler pour la Poste. Trois ans plus tard, il réussit l'examen du service postal de la classe supérieure et travaille au bureau de poste de Wilhelmshaven.
Theilen rejoint le SPD en 1966. Il prend la présidence du district du SPD Weser-Ems et est membre du conseil consultatif du SPD. Il est membre du conseil de surveillance du fournisseur d'énergie d'Oldenbourg Weser-Ems AG. Dans la ville de Jever, il est élu au conseil municipal de 1972 à 1986. En 1972, il est d'abord membre du conseil de l'arrondissement de Frise et administrateur adjoint de l'arrondissement, puis administrateur de l'arrondissement en 1986. En outre, de 1970 à 1981, il est membre du Conseil de la radiodiffusion du NDR et, à partir de 1984, membre du Comité national de la radiodiffusion.
Du 21 juin 1974 à 1994, Theilen est membre du Landtag de Basse-Saxe (8e à la 13e législature). Il est, du 12 juin 1990 au 20 juin 1994, vice-président du groupe parlementaire du SPD et du 10 juillet 1986 au 20 juin 1990 président de la commission du budget et des finances.
En août 1994, il est nommé le dernier président du district de Weser-Ems (de) et occupe ce poste jusqu'en 2003.
Bernd Theilen est marié et père d'un enfant.